# 七星坑自然保护区
七星坑自然保护区、七星坑原始森林，也称七星坑省级自然保护区，位于中国广东恩平西部，西北与阳春、阳东两地交界，横亘于云浮、江门、阳江三市的天露山脉的南端，距恩平市区57公里。七星坑原始森林最高峰为七星顶，海拨844.5米。林区总面积6800多公顷，原始森林核心地带面积1800公顷，是珠江三角洲内唯一保存完好、面积最大的天然次生林。林区内自然资源丰富，自然环境复杂。

## 概述
七星坑位于恩平市清湾综合场的西部，与阳春、阳江接壤，总面积约6800公顷，其中核心地带约1800公顷。七星坑南为寒山，海拔853米；西为十二鸡头脑，横列着十二座峰岳，海拔在700-750米之间；北为七星顶，海拔832米。七星坑的各条支流，发源于上述诸峰之下，汇成一条大坑，注入锦江上游的清湾河。
七星坑山涧怪石嶙峋，岩壁陡峭。山涧中的石头奇形异状，千姿百态，山涧两边峭壁巉岩，高数十米至百米以上，区内瀑布飞泉众多，雄伟壮观。咚咚潭由三个巨型天然“水缸”逐级叠成，每级都有一截悬崖和一匹瀑布；瀑布从崖顶冲下，响声巨大，山鸣谷应。经广东省的专家学者考察鉴定，七星坑森林是珠江三角洲地区保存较好的一片原始次生天然阔叶林，是典型的南亚热带季风性常绿阔叶林，1995年12月14日，恩平市人民政府印发《关于加强对七星坑自然资源保护工作的通知》，把七星坑定为县级自然资源保护区。2007年，广东省人民政府又将其立为省级自然保护区，设副处级的七星坑管理处加强其保护与开发工作。

## 植物资源
当今世界上北回归线陆地普遍成为荒漠、半荒漠，唯独中国华南地区林木莽莽，被称为“回归绿洲”，七星坑便是其中之一。林区里植物种类繁多，古藤纠缠，草木茂密。七星坑自然保护区的植物总数在千种以上，目前已鉴定出的植物735种。其中，属国家和省级的珍稀濒危保护植物，有桫椤、白桂木、红椿木、巴戟、圆籽荷、吊皮锥、野茶树、紫荆木、乌檀、仪花等12种。其中桫椤是广东省唯一的国家一级珍稀濒危保护植物，在七星坑发现有17株，最大的一株生于香炉坪，起源于距今1.8亿年前的侏罗纪，到第四纪冰川时期，地球上大部分的桫椤先后覆灭，现在主要分布在中国、日本南部、东南亚各国及喜马拉雅山脉一带。区内还有七叶一枝花等珍贵药材，绞股蓝等饮料植物，拟赤杨等用材树种，以及红花荷等多达数十种玩赏植物。

## 动物资源
20世纪70年代曾在此发现华南虎、金钱豹等珍稀动物。根据调查，七星坑采集到爬行类、两栖类动物共25种。其中版纳鱼螈是目前在广东省内发现的第四个分布点；圆舌浮蛙是目前省内发现的第二个分布点；锯腿树蛙、蝗蜒、钝头蛇属广东首见；同时，还发现珍贵野生鱼类30种，鸟类40种，其中有属于国家一级保护动物的娃娃鱼。

## 矿产
区内石英脉纵横交错，石英脉侧围岩普遍硅化，局部强硅化地段含黄铁矿、黄铜矿和铜兰矿，与本区北侧已发现的热液充填型金矿矿藏地质特征有许多类似之处。